# 格里芬鎮區 (阿肯色州康韋縣)
格里芬鎮區（英語：Griffin Township）是位於美國阿肯色州康韋縣的一個行政鎮區。

## 地方資料
格里芬鎮區的面積為107.90平方千米，當中陸地面積為106.84平方千米，而水域面積為1.06平方千米。根據2010年美國人口普查的數據，當地共有人口694人，而人口密度為每平方千米6.43人。